# Jan Pravoslav Přibík
Jan Pravoslav Přibík (4. dubna 1811 Mníšek pod Brdy — 19. října 1893 Vysočany) byl český učitel, spisovatel a obrozenecký kulturní činitel. V letech 1835-1854 působil na hlavní škole v Berouně, poté až do roku 1876 ve Vysočanech u Prahy, po roce 1862 jako majitel a ředitel soukromé školy. Zaváděl moderní vyučovací metody (výuka v mateřském jazyce, omezování tělesných trestů, názorný výklad místo memorování, hlásková metoda při výuce čtení). Účastnil se vlasteneckých aktivit (např. beseda a ochotnické divadlo v Berouně, vlastivědné vycházky, Slovanská lípa a Slovanský sjezd r. 1848), učitelských porad a dobročinných podniků (podpora chudých žáků). Psal články do časopisů i učebnice a knihy pro děti, překládal divadelní hry. Současníky byl oceňován jako vynikající pedagog, reformátor českého školství, příkladný vlastenec a lidumil. Na jeho počest byla pojmenována Přibíkova vyhlídka v Praze 9.

## Život
Narodil se 4. dubna 1811 v Mníšku pod Brdy jako syn hudebně založeného učitele. V jedenácti letech nastoupil na německou vzornou školu v Praze; kvůli špatné znalosti němčiny tam zpočátku zažíval mnoho ústrků a ponižování ze strany pedagogů. Školu nicméně absolvoval s výborným prospěchem. Navštěvoval rovněž přednášky Jana Nejedlého na univerzitě. Po složení učitelských zkoušek vyučoval určitou dobu bezplatně na pražských farních školách. Práce se mu tam ale brzy zprotivila. Výuka tehdy probíhala v němčině a děti, které tento jazyk z domova neovládaly, se pak nedokázaly vyjádřit německy ani česky. Přibík vyučoval česky, což vyvolalo nelibost nadřízených. Když ho ředitel školy ostře zkritizoval před žáky za špatnou německou výslovnost, rozhodl se odjet z Prahy. Uvažoval mimo jiné, že by se stal soukromým učitelem hraběte Czartoryského v Rusku, nabídku ale odmítl ze zdravotních důvodů.
Roku 1830 se stal soukromým učitelem u ředitele panství v Lomnici nad Popelkou, kde v té době působil vlastenecký kaplan a spisovatel Josef Polemír Koun. Z Lomnice se přestěhoval do Miletína, odtud do Doudleb a nakonec do Hradce Králové, kde vyučoval v rodinách nakladatele Pospíšila a profesora Chmely. V Miletíně i Doudlebech pracoval rovněž jako vrchnostenský úředník a setkával se s místními obrozenci.
Roku 1835 byl přijat jako učitel na hlavní škole v Berouně. Zde projevil své pedagogické i organizátorské schopnosti. Ve škole zaváděl moderní výchovné postupy: vyučoval v češtině, vyhýbal se tělesným trestům a místo memorování prosazoval názornou výuku. Musel přitom snášet ústrky svého nadřízeného Josefa Nejedlého, oblíbeného místního učitele, který byl zastáncem tradičních postupů. Brzy si ovšem získal na svou stranu starostu města, mimo jiné proto, že do vyučování zařazoval vlastivědu (dějepis, zeměpis, přírodopis). Vedle školních povinností se také zapojil do pořádání kulturních a vlasteneckých akcí. Organizoval besedu a ochotnické divadlo, návštěvníky prováděl po památkách v okolí (Karlštejn, Tetín, Svatý Jan pod Skalou, rodný dům Josefa Jungmanna v Hudlicích). Uspořádal sbírky zemřelého kronikáře Josefa Antonína Seidla. Roku 1843 zřídil v Berouně průmyslovou školu a zdarma na ní učil. Účastnil se i učitelských porad a vlasteneckých podniků v Praze a seznámil se s většinou obrozenců té doby. Stal se nejvýznamnějším národním buditelem Berounska.
24. května 1841 se oženil v lesní kapli na Malé Svaté Hoře u Mníšku. Na svatbu ale neměl nejlepší vzpomínky — zážitek mu zkazil pražský kněz, který provedl obřad v němčině, jeho neoblíbeném jazyce. V srpnu téhož roku podnikl cestu po Čechách s Amerlingem, Lamblem a malířem Klementem, s cílem prohloubit své znalosti geologie a botaniky.
V roce 1848 byl zvolen poslancem zemského sněmu, stal se tajemníkem Slovanské lípy a delegátem Slovanského sjezdu. Po potlačení revoluce tyto jeho aktivity vyvolaly nelibost úřadů; ačkoli jej neobžalovali ze žádného zločinu, byl v následujících letech pod policejním dohledem a různě omezován. Roku 1851 mu například vláda nedovolila přestup na pedagogickou školu v Hradci Králové, následujícího roku nesměl přijmout místo na škole v Humpolci, ačkoli žádost podpořila městská rada.
Roku 1854 skončil policejní dohled a Přibík přijal místo na nově zřízené škole ve Vysočanech u Prahy. Při odchodu z Berouna získal pochvalný posudek za úspěšně provedenou reorganizaci.
Ve Vysočanech pokračoval ve své úspěšné pedagogické činnosti. Roku 1862 se stal ředitelem a majitelem soukromé školy a učitelem ve farní škole. Měl podporu obecní samosprávy, která mu zajistila dostatek finančních prostředků. Nakoupil učební pomůcky a vybudoval rozsáhlou knihovnu, která měla až 500 svazků. Škola si získala věhlas, děti do ní posílali i rodiče ze vzdálenějších obcí. Přibík byl za svou činnost několikrát oceněn, například pochvalným listem kardinála Schwarzenberga.
Roku 1866 vážně onemocněl. Podle názoru lékaře mu mohlo zachránit život jen dlouhodobé léčení v Karlových Varech. Strávil tam dva roky na náklady vysočanské obce; za štědrost samosprávy byl velmi vděčný.
V roce 1876 odešel do důchodu. Nadále navštěvoval Prahu a sledoval rozvoj školství i národní kultury.
Zemřel 19. října 1893 ve Vysočanech.

## Význam a ocenění
Přibík byl současníky a bývalými žáky oceňován jako vynikající pedagog. Byl svědkem neutěšeného stavu českého školství na počátku 19. století a jedním z těch, kdo věnoval úsilí jeho zlepšení. Podle některých názorů předběhl dobu o půl století. Dokázal, že základ úspěchu školy spočívá v učiteli. Přízeň si získal rovněž svou přívětivou povahou, upřímným soucitem s potřebnými a nezištnou ochotou pomáhat druhým.
Již v roce 1853 byl jmenován čestným členem hospodářského spolku v pražském kraji a výboru opatrovny dítek v Rokycanech. Roku 1868 byl jmenován vzorným učitelem proseckého okresu a čestným členem Jednoty učitelské pro kraj písecký. Roku 1899 mu absolventi umístili pamětní desku na budově bývalé školy ve Vysočanech (dnešní Sokolovská 215; deska byla odstraněna ve druhé polovině 20. století při demolici původní zástavby).
Dnes je na jeho počest pojmenována Přibíkova vyhlídka v Praze 9 na Proseku.

## Dílo
K literární činnosti jej podnítil Josef Polemír Koun. Před rokem 1848 přispíval Přibík do většiny tehdejších časopisů (např. Večerní vyražení, Květy, Světozor, Česká včela). Odborné články uveřejňoval v časopisech Národní škola a Škola a život, Beseda učitelská a Komenský.
Knižně vyšly např. tyto jeho práce:
- Krátké a pochopitelné nawedenj k laděnj, čili, Sauhlasowánj Forte-Piana (1836)
- Počjtánj pjsemné : s hognau zásobau rozmanitých přjkladů. Swazek druhý (1842)
- Bjlé klobauky : Činohra w gednom gednánj (1843)
- Dárek svatého Mikuláše : vánoční pohádka pro hodné dívenky (1856)
- Poučlivé zábavy pro květoucí mládež obého pohlaví (1856)
- Rodina Whartonova : povídka z amerikánského boje o osvobození pod Washingtonem (1861)
- Obrázková čítanka (1863)
- Malý deklamátor : k poučení a cvičení v přednáškách pro mládež (1864)
- Mluvnická cvičení pro žáky druhé třídy obecných a hlavních škol (1867)
- Ctnosť šlechtí : povídky (1875)
- Čtvrté přikázání boží v dějepisných příbězích a povídkách (1888)
- Sbírka českých pověstí (1890)

Překlady:
- Šňupka : frasska we třech gednánjch dle D.E. Raupacha (1844, autor: Ernst Raupach)
- Wyzrazené tagemstwj (1844, autor: August von Kotzebue)